# 慧居寺
慧居寺，又称慧庆庵、慧居禅寺，位于安徽省九华山天台峰西麓，汉族地区佛教全国重点寺院之一。

## 简介
该寺建于清朝，由仁琳扩建。1938年，普明募化重建大殿，并改为慧居禅寺。抗日战争期间，青阳中学曾迁于此寺办学。该寺中轴线上分别为大雄宝殿、地藏殿、藏经楼。其中大雄宝殿的菩萨、罗汉塑像雕刻精美，为安徽省文物保护单位，后经数次修正。